# Musterbildung
Musterbildung ist ein in verschiedenen Zusammenhängen auftretender zeitlich begrenzter dynamischer Prozess, bei dem sich selbständig periodische Muster bzw. Strukturen bilden, nachdem zuvor ein ursprünglich räumlich homogener Zustand instabil geworden ist, also ein Phasenübergang stattgefunden hat.
Musterbildung kann räumlich, zeitlich, oder räumlich-zeitlich stattfinden. Von „Strukturen“ statt „Mustern“ spricht man i. d. R., wenn die Muster räumlich und nicht-flüchtig auftreten, d. h. wenn sich temporäre räumliche Muster stabilisieren.

## Prinzipien
Meist wird die initiale Symmetriebrechung durch Veränderung eines Parameters in einem nichtlinearen System ausgelöst. Da Musterbildung im engeren Sinne spontan und ohne äußere Einwirkung geschieht, beruht sie zum Teil auf den Prinzipien der Selbstorganisation. Ilya Prigogine schlug vor, dass Ordnung aus dem Chaos (der Unordnung) auf einem Weg sukzessiver Bifurkationen entsteht. In der Entwicklungsbiologie wird unter Musterbildung die Entstehung komplexer Gewebestrukturen bezeichnet, die das räumliche und zeitliche Zellschicksal festlegen.
Die Herausbildung eines Ordnungszustandes ist mit einer lokalen Verminderung der Entropie im Vergleich zu einem Bezugszustand derselben Energie verbunden. Die Ordnung unterliegt Regeln. So können Muster nur selbsttätig entstehen, wenn die Gesamtentropie dennoch zunimmt. Nur innerhalb des betrachteten Systems nimmt die Entropie lokal ab. Ein Mensch muss z. B. Nahrung essen, um zu wachsen und sich zu erhalten. Der Mensch als dissipative (energieentwertende/entropieerzeugende) Struktur zersetzt dabei mehr Struktur (Nahrung...) als er aufbaut. Auf diese Weise steht das selbsttätige Entstehen von Strukturen nicht im Widerspruch zum 2. Hauptsatz der Thermodynamik.
Siehe auch: Reaktions-Diffusionsgleichungen, Rückkoppelung, Autokatalyse, Dissipative Systeme (Dissipation)

## Beispiele

### Chemie
- Belousov-Zhabotinsky-Reaktion
- Bray-Liebhafsky-Reaktion
- Liesegangsche Ringe
- Briggs-Rauscher-Reaktion

### Physik
- Bénard-Konvektion
- Leuchterscheinungen einer Glimmentladung

#### Meteorologie
- Wolken in Rollen/Streifenmustern sind ein Beispiel aus dem Alltag.

Siehe auch: Nephologie

### Biologie

#### Zelldifferenzierung

A (mittelgrün) „aktivierte“ Zelle, a Aktivator, i Inhibitor, I (dunkelgrün) Inhibitorzelle, C (hellgrün) Gewebszelle, das Diagramm zeigt die Aktivität von Aktivator und Inhibitor in Abhängigkeit von der Zelle (Aktivatorzelle oder Inhibitorzelle)

Schon der Zelldifferenzierung in einem Gewebe liegen Musterbildungsprozesse zugrunde. Dabei wird ein langsam oder gar nicht diffundierender Aktivator stochastisch periklin in Zellen einer Gewebeschicht gebildet, welcher seine eigene Bildung autokatalytisch verstärkt und damit gleichzeitig die Bildung eines rascher diffundierenden Inhibitors induziert. Dieser Inhibitor verhindert, auf Grund der größeren Reichweite, in der Umgebung der „aktivierten“ Zelle die Aktivatorbildung und damit eine Differenzierung der Nachbarzelle.

#### Anatomie
Bei der Strukturbildung von (Einzel-)Organismen und deren Organen, der sogenannten Morphogenese, spielen die Prinzipien der Musterbildung eine zentrale Rolle. Dabei spielen die konkreten Einzelkomponenten (Gene, Hormone), keine so große Rolle wie die autokatalytische Wirkung der Teilsysteme. Musterbildung ist u. a. verantwortlich für die
- Symmetrie der Organismen
- Bilateralsymmetrie (Bilateria),
- Radiärsymmetrie (Hohltiere) etc.
- Extremitätenentwicklung
- Segmentierung bei Tieren
- Phyllotaxis bei Pflanzen
- Fingerbeerenmuster („Fingerabdrücke“)
- Fellmuster bei verschiedenen Säugetieren (Tiger etc.)

#### Neuronale Aktivierungsmuster
Jeder Reiz erregt im Zentralnervensystem ein bestimmtes Erregungsmuster, das in bestimmten Aspekten das Reizmuster widerspiegelt (siehe z. B. Tonotopie). Ohne diese koordinierte raum-zeitliche Aktivität wäre Mustererkennung (in der Reizquelle) unmöglich. Musterbildung und -erkennung sind also im Gehirn eng aneinander gekoppelt.
Siehe auch: Aktionspotential, Circadiane Rhythmik

### Hormonelle Rhythmen
Siehe auch: Menstruationszyklus

#### Ökologie
Siehe auch: Räuber-Beute-Modell

## Modellierung
Siehe auch: Turing-Mechanismus, L-Systeme, Zellulärer Automat, FitzHugh-Nagumo-Modell, Swift-Hohenberg-Gleichung, Reaktionsdiffusionsgleichung